# Salle Aeolian
De Salle Aeolian was een galerie in Brussel die bestond van in 1913 tot in het interbellum. Het adres was Koningsstraat 134. 
Het betrof de vroegere “Salle Boute” die eind 1913 tot “Salle Aeolian” omgedoopt werd als ruimte voor concerten en tentoonstellingen.

## Uit het tentoonstellingspalmares
- 1913 : inhuldiging met groepstentoonstelling schilderkunst en beeldhouwkunst
- 1914 : Groep “L’Expansion de’Art” uit Liège (onder andere : Ernest Marneffe – Evariste Carpentier – Iwan Cerf)
- 1914 : Auguste Levêque
- 1917 : Kurt Peiser (die zelf zijn affiche gemaakt heeft : 'Tentoonstelling Kurt Peiser. Brussel, salle Aeolian, 2 tot 11 juni 1917'. - verkocht voor €223 in april 2001 in het veilinghuis Bernaerts, Antwerpen)
- 1917 : Emile Laloux
- 1918 : Salon Anti-Boche (3-21 december 1918) met onder andere Emile Baes, Jean Colin
- 1919 De Hollandsche teekenaars en de oorlog
- 1920 : Camille Lambert – Michel Bernier
- 1920 : Joseph François
- 1920 : Groepssalon “La Lierre”
- 1920 : Theodoor Verschaeren
- 1920 : Paul-Auguste Masui-Castricque
- 1920 : Alfred Ost
- 1920 : Barth Verschaeren
- 1921 : S. Van Ysendyck – Ghislaine Lambert-Cluysenaer – Ernest Rocher – Armand Massonet
- 1921 : Alfred Hazledine
- 1921 : Henri Quantin
- 1921 : Marie Lokke – Charles Wellens – Hubert Van den Bossche